# Durham County Cricket Club
Der Durham County Cricket Club repräsentiert die traditionelle Grafschaft Durham in den nationalen Meisterschaften im englischen Cricket.

## Geschichte

### Die Anfänge als Minor County
Spiele von Mannschaften mit dem Namen Durham sind seit Mitte des 19. Jahrhunderts dokumentiert. Der County Club wurde im Mai 1882 gegründet. Das erste Spiel wurde gegen Northumberland am 12. Juni 1882 ausgetragen und mit vier Wickets gewonnen. Mit Einführung der Minor Counties Cricket Championship 1895 nahmen sie an dieser teil und waren auch sofort erfolgreich. Den ersten Titel mussten sie sich 1895 mit Norfolk und Worcestershire teilen. Gleiches passierte 1900, als der Titel mit Glamorgan und Northamptonshire geteilt wurde. Im Folgejahr gewann man den Titel als alleinige Mannschaft. Der nächste Titel wurde erst nach dem Ersten Weltkrieg 1926 erzielt und konnte 1930 wiederholt werden. In der Folge dominierten die Zweit-Vertretungen der First-Class Counties die Minor-Meisterschaft und so dauerte es bis 1976, ehe der nächste Titel gewonnen werden konnte. Im Jahr 1973 gelang ihnen im One-Day Cricket eine aufsehenerregende Überraschung, als Durham als erstes Minor County im Gillette Cup 1976 mit Middlesex eine First-Class-Mannschaft schlagen konnte. Nach 1976 dominierten sie die Minor Championship nach Belieben, als sie zwischen 1976 und 1982 keine Niederlage hinnehmen mussten. 1981 und 1982 reichte es mit dieser Leistung dann wieder zu Meisterschaften und 1984 wurde die insgesamt neunte Meisterschaft gewonnen. Nur Buckinghamshire hatte zum Ende der 1980er Jahre genau so viele erringen können. Mit diesem Argument versuchten sie ab 1989 den Aufstieg zu beantragen, denn in der Vergangenheit hatten gute Spieler wie George Sharp, Colin Milburn und Bob Willis Durham verlassen müssen, um in der höchsten Cricket-Klasse spielen zu können.

### Aufstieg zum First Class County

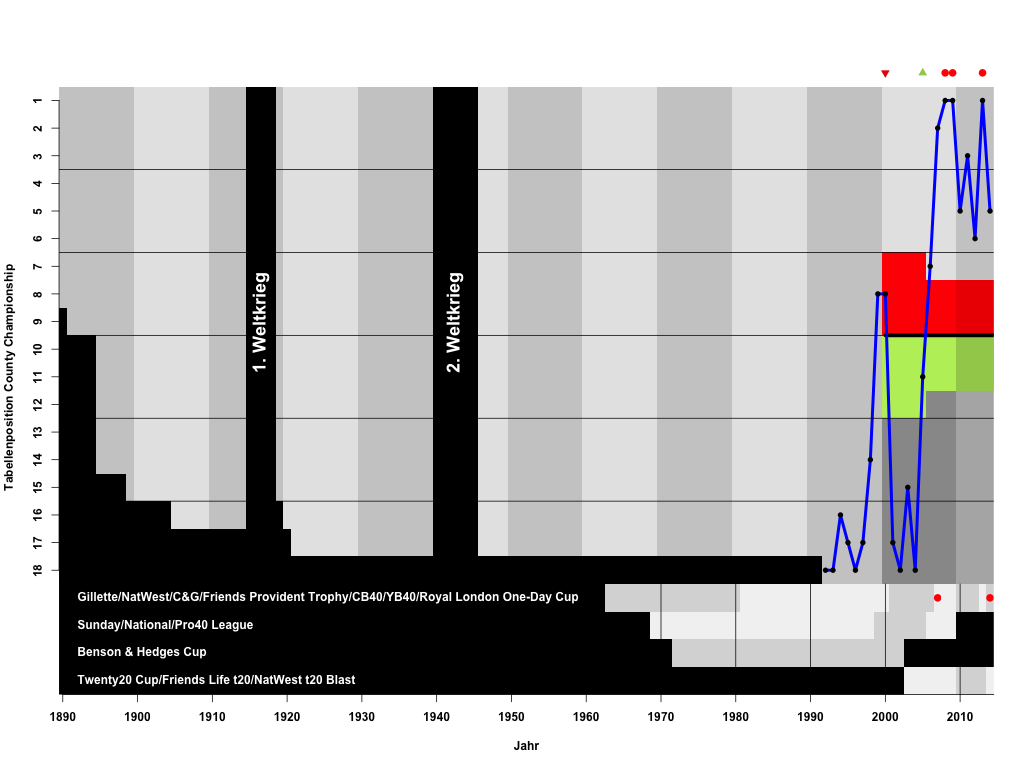
Performance des Durham County Cricket Club im First Class, One-Day und T20 Cricket in den nationalen englischen Wettbewerben.

Am 6. Dezember 1991 wurde dem Antrag stattgegeben und Durham zum First-Class County erklärt, der erste Aufstieg einer Mannschaft, seit Glamorgan diesen Schritt 1921 getan hatte. Der Verband erhoffte sich dadurch neuen Schwung in die County Championship zu bringen und auch die Anzahl von 18 First-Class-Mannschaften war einfacher in Turnieren in Divisionen aufzuteilen. Auch wollte man im Nordosten Englands neue Märkte eröffnen und motivierte so Durham, ein neues modernes Stadion zu bauen, den Riverside Ground in Chester-le-Street. Dieser Neubau bedeutete für Durham zunächst, dass ihnen in den ersten Jahren in der obersten Spielklasse kein Stadion zur Verfügung stand. Daher tourten sie mit ihrem Teams durch verschiedene Spielstätten im County, bis der Riverside Ground ab 1995 bespielbar war. Die Teamführung holte neue Spieler in den Nordosten Englands, um den Übergang vom Minor County zum First-Class County besser überstehen zu können. So kamen beispielsweise Ian Botham und Dean Jones, jedoch waren viele dieser Spieler am Ende ihrer Karriere und die Ergebnisse waren zunächst nicht überzeugend. In den ersten sechs Saisons platzierten sie sich unter den letzten dreien der Meisterschaft, 1992, 1993 und 1995 sogar als Tabellenletzter. 1999 gelang ihnen ein achter Platz, doch die gleiche Platzierung ein Jahr später bedeutete den Abstieg in der nun aus zwei Divisionen bestehenden County Championship. Jedoch konnten im Team neue Talente reifen. 2006 hatten drei ihrer Mitspieler, Steve Harmison, Paul Collingwood und Liam Plunkett den Sprung in die englische Nationalmannschaft geschafft. Auch stieg man wieder in die erste Division auf. Ihren ersten Titel gewannen sie 2007, als sie im Finale der Friends Provident Trophy Hampshire mit 125 Runs schlagen konnten. Davon inspiriert, gelang ihnen im Folgejahr unter Kapitän Dale Benkenstein der Gewinn der 2008. Auch gelang ihnen 2008 der Halbfinaleinzug im Twenty20 Cup. Unter dem neuen Kapitän Will Smith gelang ihnen im Jahr darauf die Wiederholung des Gewinns der First-Class Meisterschaft. Durham verblieb in der ersten Division und konnte 2013 zum dritten Mal, nun unter dem Kapitän Paul Collingwood, die County Championship gewinnen. Im Jahr darauf standen sie im Finale des Royal London One-Day Cups und gewannen dort gegen Warwickshire mit drei Wickets. 2016 erreichten sie im Twenty20 Cup ein weiteres Finale, verloren dort jedoch mit vier Wickets gegen Northamptonshire. Zum Ende der Saison 2016 war Durham gezwungen finanzielle Hilfe vom ECB anzunehmen. Als Konsequenz wurde Durham ein Zwangsabstieg in der County Championship sowie Punktabzüge in allen drei Wettbewerben für die Saison 2017 auferlegt.

## Stadion
Das Heimstadion des Clubs ist das Riverside Ground in Chester-le-Street.

## Erfolge

### County Cricket
Gewinn der County Championship (3): 2008, 2009, 2013

### One-Day Cricket
Gilette/NatWest/C&G Trophy/FP Trophy (1963–2009) (1): 2007
Sunday/National/Pro40 League (1969–2009) (0): –
Benson & Hedges Cup (1972–2002) (0): –
ECB 40/Clydesdale Bank/Yorkshire Bank 40 (2010–2013) (0): –
Royal London One-Day Cup (2014-heute) (1): 2014

### Twenty20
Twenty20 Cup/Friends Life t20/NatWest t20 Blast (0): –

## Statistiken

### Runs
Die meisten Runs im First-Class Cricket wurden von den folgenden Spielern erzielt:
| Spieler          | Spielzeiten | Runs   |
| ---------------- | ----------- | ------ |
| Paul Collingwood | 1996–heute  | 10.596 |

### Wickets
Die meisten Wickets im First-Class Cricket wurden von den folgenden Spielern erzielt:
| Spieler     | Spielzeiten | Runs |
| ----------- | ----------- | ---- |
| Simon Brown | 1992–2002   | 518  |